# Szelomo Szarf
Szelomo Szarf (hebr. שלמה שרף, ang. Shlomo Scharf, ur. 1 stycznia 1943 na Syberii) – izraelski trener piłkarski. W latach 1992–1999 był selekcjonerem reprezentacji Izraela. Jego rodzina pochodziła z Biłgoraja.

## Kariera trenerska
Pierwszym klubem, który Szarf prowadził w swojej karierze trenerskiej, był Hapoel Kefar Sawa. Pracował w nim w latach 1973–1977. W 1975 roku zdobył z nim Puchar Izraela. W latach 1977–1980 był trenerem Hapoelu Jehud, a w latach 1980–1983 – Bene Jehuda Tel Awiw. W 1981 roku doprowadził go do zdobycia izraelskiego pucharu.
Następnie w latach 1983–1987 oraz 1990–1992 był trenerem Maccabi Hajfa. W sezonach 1983/1984, 1984/1985 i 1990/1991 klub ten wywalczył pod jego wodzą trzy tytuły mistrza Izraela. W 1991 roku zdobył też Puchar Izraela.
W 1992 roku został zatrudniony na stanowisku selekcjonera reprezentacji Izraela. Zastąpił duet trenerski Ja’akow Grundman – Jicchak Szne’ur. Swój debiut selekcjonerski zaliczył 5 sierpnia 1992 w towarzyskim meczu z Wyspami Owczymi, w którym padł remis 1:1. Prowadził Izrael w: eliminacjach do MŚ 1994, do Euro 96, do MŚ 1998 i do Euro 2000. W 1999 roku został zwolniony ze stanowiska. W 2000 roku krótko prowadził Maccabi Tel Awiw.